# Lacuna (histologie)

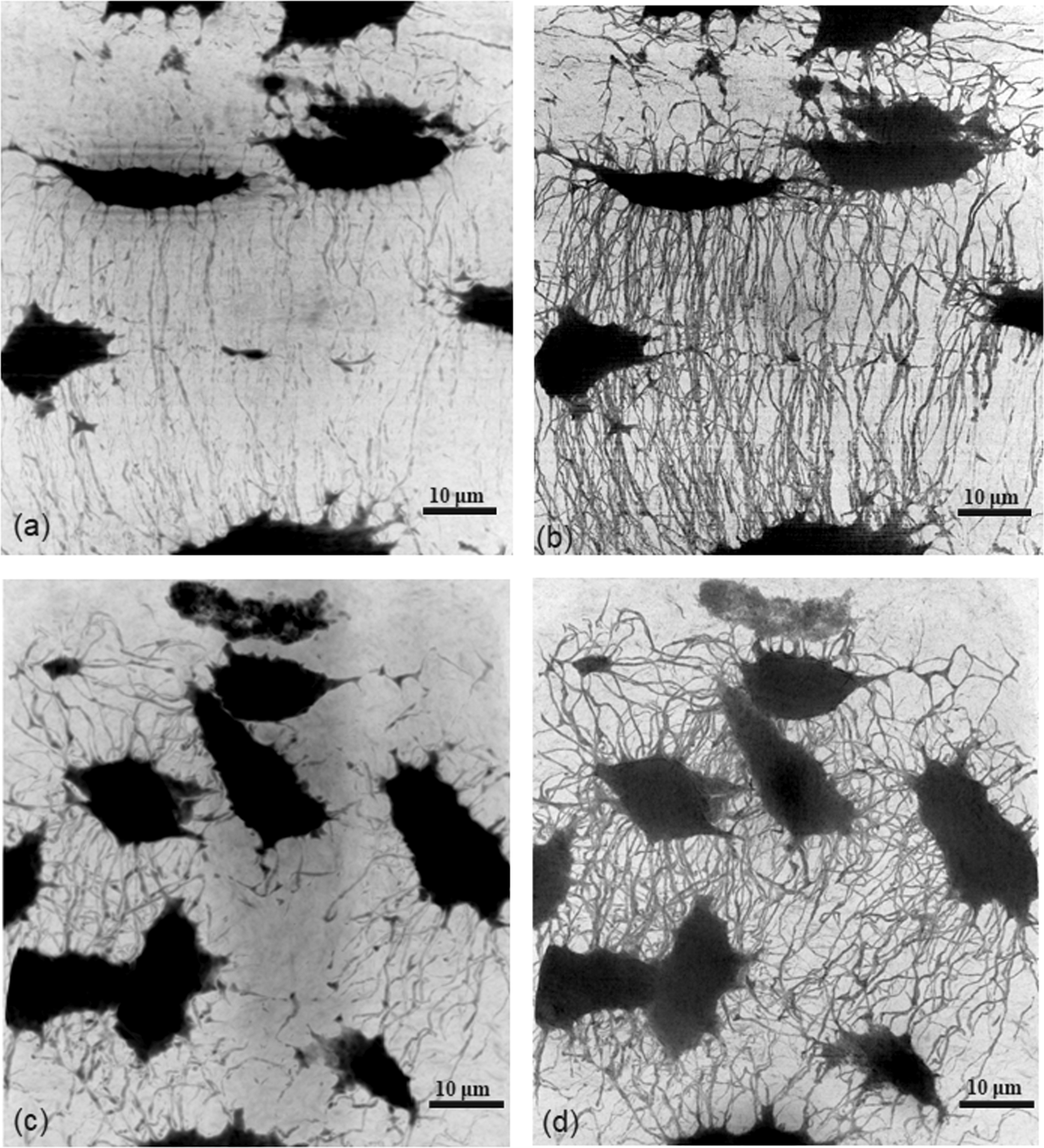
Lacunae met canaliculi van linkerdijbeen

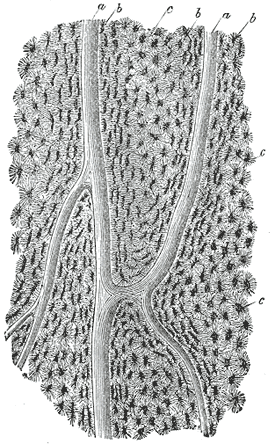
Doorsnede evenwijdig aan het oppervlak van het dijbeen. X 100. a, kanalen van Havers; b, lacunae gezien vanaf de zijkant; c, andere gezien vanaf het oppervlak tussen de lamellen, die horizontaal zijn doorgesneden.

Een lacuna is een kleine ruimte in botweefsel, waarin een osteocyt zit, of in kraakbeen waarin een chondroblast of een chondrocyt zit. Een chondroplast is een chondroblast met een lacuna.
Bij botweefsel bevinden de lacunae zich tussen de lamellen en bestaan uit een aantal langwerpige ruimtes. Lacunes in compact bot en die in trabekels zijn morfologisch verschillend van elkaar. In een lichtmicroscopische doorsnede, bekeken met doorvallend licht, verschijnen ze als spoelvormige ondoorzichtige vlekken. Elke lacuna wordt tijdens het leven bezet door een vertakte cel, een osteocyt. Lacunae zijn met elkaar verbonden door kleine kanalen die canaliculi worden genoemd. Een lacuna bevat nooit meer dan één osteocyt.
Bij kraakbeen bevinden de kraakbeencellen of chondrocyten zich in holtes in de extracellulaire matrix, kraakbeenlacunae genoemd; daaromheen is de matrix in concentrische lijnen gerangschikt alsof deze in opeenvolgende delen rond de kraakbeencellen is gevormd. Elke lacuna wordt over het algemeen ingenomen door één enkele cel, maar tijdens de celdeling kan deze twee, vier of acht cellen bevatten. Lacunae worden gevonden tussen smalle lagen verkalkte matrix die bekend staan als lamellen.
|  |  |  |